# 纺织品

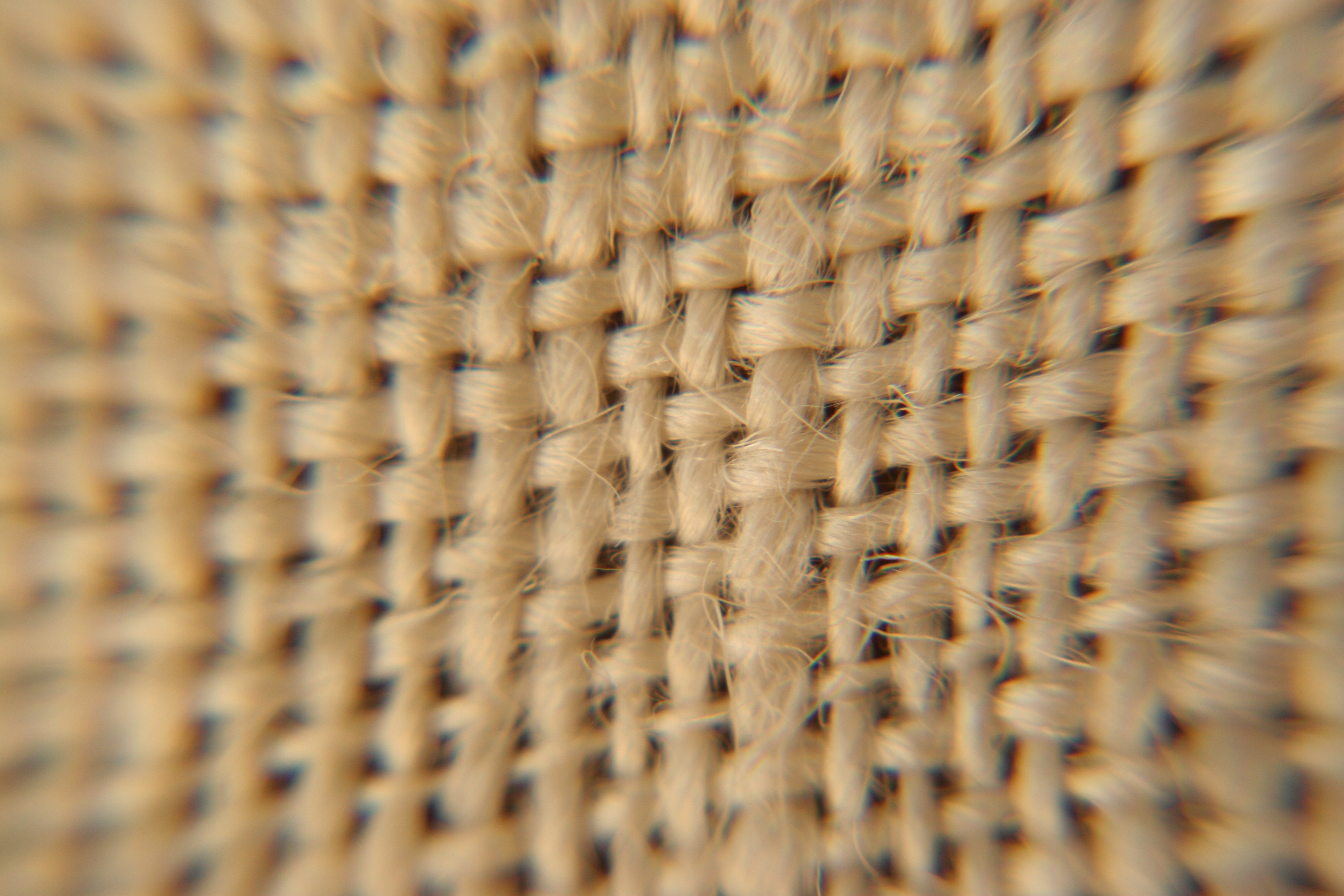
纺织品

纺织品，是用纺织材料制成的一种轻工业產品。纺织品是人们生活和生产的必需品，特别是服装和饰品，在工业等领域中应用也非常广泛。

## 历史
人类穿衣服的历史，可以追溯到10万到50万年前。早在石器时代晚期，中东地区就出现了织物。距今已6000多年的半坡遗址出土的陶器的底部有织物印痕；钱山漾遗址出土的绢片丝带和苎麻布，距今4700多年。新石器时代的纺织产品主要是各种短纤维织物。这些织物上有手绘、织纹、刺绣形成的花纹或简单图案。
中国是世界上生产纺织品最早的国家之一，最著名的紡織品莫過於絲綢。公元前后，中国丝织品经过著名的“丝绸之路” 辗转传到欧洲，对沟通东西方经济和文化产生了积极作用。印度则在公元前300年就生产精美印花棉织物麦斯林薄纱；埃及在3～12世纪生产的以亚麻和毛为原料的提花挂毯；12世纪以后，波斯和意大利开始生产天鹅绒。20世纪上半叶，锦纶、腈纶、涤纶等合成纤维相继投入工业生产，因其较好的纺织性能和经济价值，生产规模不断扩大。

## 材料
纺织材料是指纤维及纤维制品，具体表现为纤维、纱线、织物及其复合物。纤维是纺织材料的基本单元。纤维可以通过混合、梳理等工序可以织造成为很长的纱线。纱线可以进一步用于织布、制绳等。

### 纤维
纺织纤维（英语：textile fiber）分为自然界生长形成的天然纤维和经过化学加工形成的化学纤维两大类。化学纤维又分为人造纤维和合成纤维，其中人造纤维是以自然界的物质为原料，加工成为适宜于纺织应用的纤维；合成纤维是天然原料经过合成然后加工而成的纤维。
天然纖維（英语：natural fiber）包括棉、麻、絲、毛等，其中棉和麻是植物纤维，毛和丝是动物纤维。石棉称矿物纤维，是重要的建筑材料，也可以用来制造防火纺织物。
人造纤维主要是粘胶纤维，用木材、棉短绒或某些草类的天然纤维素制成。长短粗细和毛纤维相近的称人造毛，和棉纤维相近的称人造棉，长丝状的称人造丝。此外，玻璃纤维也常被认为是人造纤维的一种，制成的纺织品有抗酸碱等化学试剂腐蚀的作用。
合成纤维多以石油或天然气为原料，经过合成为高分子，然后纺丝制得。包括涤纶、锦纶、氨纶、腈纶等。

### 纱线
纱线是一种由纺织纤维加工成的具有一定细度、长度无限的纺织品，用于织布、制绳、制线、针织和刺绣等。由短纤维互接纺制而成的称为纱（英语：yarn），由两根或两根以上的纱合并加捻而成的称为线（英语：thread），所以一般说单纱、股线。由两种或多种纤维混合在一起形成的纱线称为混纺。

### 织物

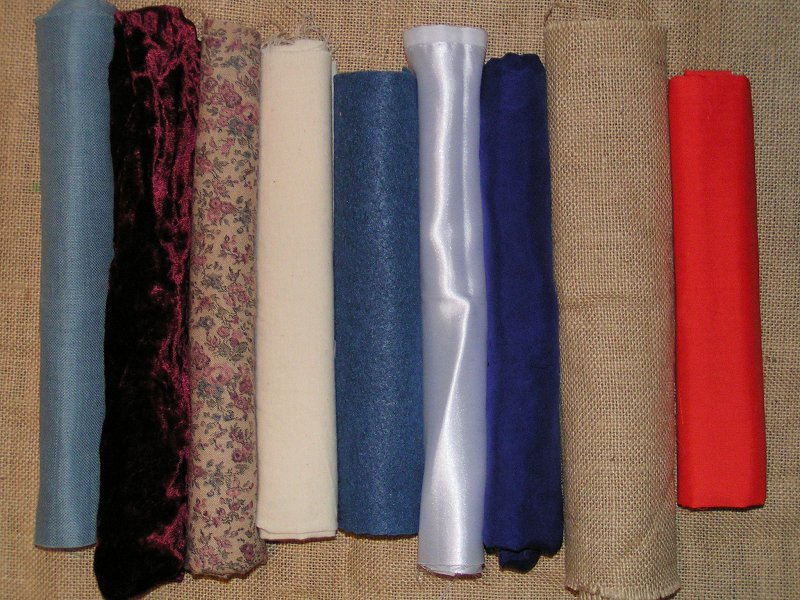
各種不同的布，從左至右為：平織棉、絲絨布、棉布、印花棉布、毛氈布、緞布、綢布、麻布、聚酯棉。

织物（英语：fabric）俗称布，按原料可分为棉型织物、毛型织物、丝型织物、麻型织物、纯化学纤维织物等五个门类。
棉织物俗称棉布，是以棉纱为原料织造的织物，如牛仔布、帆布等。棉型织物价格低廉，适用面广，是较好的内衣、婴儿装及夏季面料，也是大众化春秋外衣面料。
毛织物俗称呢绒，是以羊、兔等哺乳类动物身上的毛为原料织造的织物。其中，“呢子”是一种较厚较密的毛织品，多用来做制服、大衣等冬装；“绒布”则泛指表面有一层细毛的布料，常见的有天鹅绒、法兰绒、长毛绒等。
丝织物俗称丝绸，是用蚕丝编制成的一种纺织品。根据组织结构、采用原料、加工工艺、质地、外观形态和主要用途，丝织品可分成纱、罗、绫、绢、纺、绡、绉、锦、缎、绨、葛、呢、绒、绸等十四大类。其中，传统上有四种丝织物并称为绫罗绸缎。
麻织物是以麻纤维织造的织物。常见原料有苎麻、亚麻等，因穿着凉爽舒适，多用于夏季面料。此外，黄麻、剑麻、蕉麻的织物多用于包装袋、渔船绳索等，在服装上很少使用。另外还有罗布麻等新兴的保健面料。
其他常见的布料还有芭蕉布、高山花布、火浣布等。

## 分类

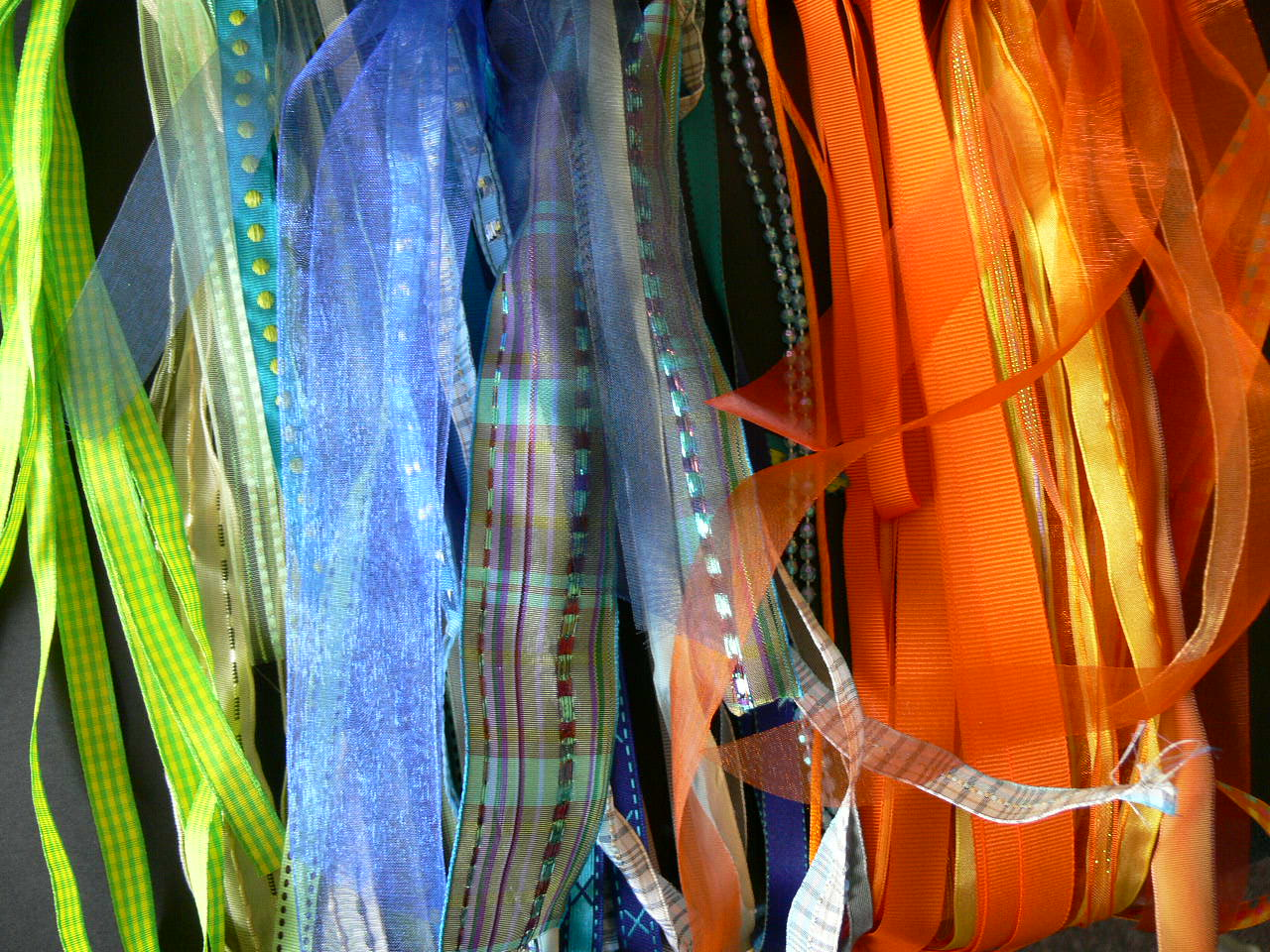
丝带

现代纺织品按生产方式不同分为线类、带类、绳类、机织物、针织物、无纺布等六个门类。
| 类别 | 名称                       | 产品                                                             |
| ---- | -------------------------- | ---------------------------------------------------------------- |
| 类26 | 纱和线；机织织物和簇绒织物 | 纺织纤维、纤维纱及线、人造长丝、机织织物、纱罗织物、玻璃纤维织物 |
| 类27 | 纺织制成品，服装除外       | 缝制的纺织制品、地毯、捻线、绳、索、缆、装饰带、刺绣             |
| 类28 | 针织物或钩编织物；服装     | 绒头织物、毛圈织物；裤、袜、衬衫、手套                           |

## 用途

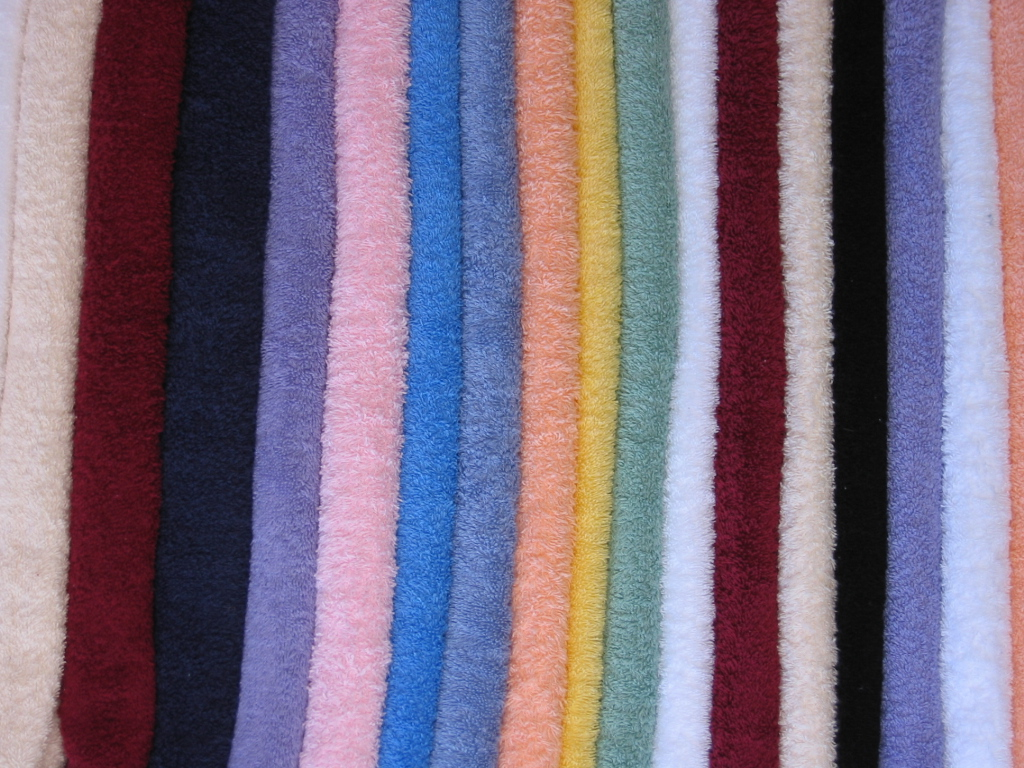
毛巾

### 日用纺织品
- 线，包括缝纫线、毛线
- 巾，包括毛巾、浴巾、手巾、头巾、围巾、领巾等。
- 布，包括抹布、纱布、包袱布等。
- 毯，包括地毯、壁毯等。

### 工业纺织品
工业纺织品侧重强度、重量等物理特性。